# Marian Jarosz (podpułkownik)
Marian Stanisław Jarosz (ur. 12 października 1921, zm. 29 sierpnia 2008) – podpułkownik Wojska Polskiego, uczestnik II wojny światowej, walk z UPA, działacz kombatancki, autor publikacji.

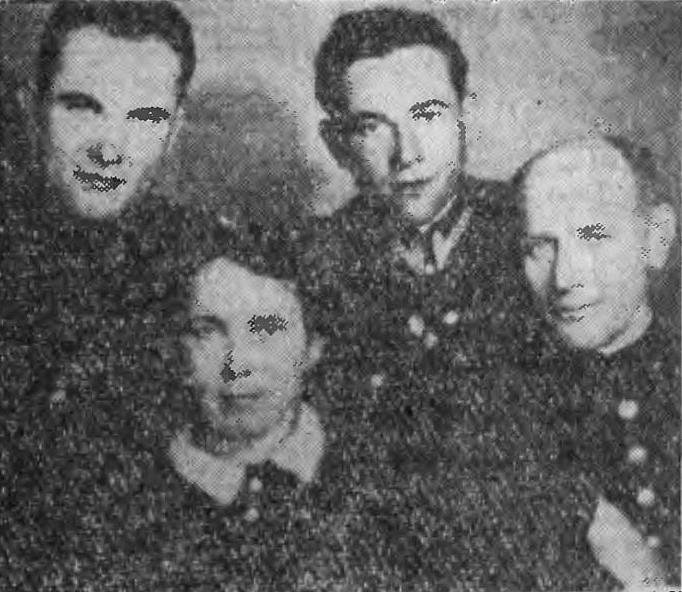
Bronisław, Marian, Katarzyna i Stanisław Jaroszowie (1945)

## Życiorys
Urodził się 12 października 1921 w Oknach-Grzymałowie . Jego rodzina wywodziła się ze wschodu. Był synem Stanisława (wojskowy, uczestnik polskiej wojny obronnej w 1939) i Katarzyny z domu Bednarz . W latach 30. zamieszkiwał z rodziną we Lwowie (w tym mieście jego wuj Piotr Hadam był działaczem lewicowym). Tam zdał maturę. Uzyskał wykształcenie średnie kolejowe. 
Podczas II wojny światowej po nadejściu frontu wschodniego został wcielony do ludowego Wojska Polskiego i od 28 sierpnia do 4 grudnia 1944 służył w 16 Kołobrzeskim pułku piechoty. W jednostce objął funkcję zastępcy dowódcy zwiadu artyleryjskiego. Następnie, 4 grudnia 1944 został skierowany do Oficerskiej Szkoły Piechoty Nr 1 w Krakowie (według własnej relacji w Riazaniu))). Według informacji przekazanej w 2006 przez Centralne Archiwum Wojskowe z tej szkoły został zdemobilizowany 1 września 1945 w stopniu chorążego. W różnych publikacjach podawano, że był też żołnierzem 6 Pomorskiej Dywizji Piechoty w strukturze 1 Armii Wojska Polskiego, w 18 pułku piechoty w składzie 6PDP w stopniu podporucznika. W marcu 1945 miał uczestniczyć w bitwie o Kołobrzeg.
Po wojnie, z uwagi na jego wyuczony zawód, został przydzielony do wojsk kolejowych. W stopniu podporucznika był w składzie, po czym został zastępcą dowódcy, a później dowódcą pociągu pancernego nr 2 (model Panzertriebwagen 16, funkcjonującego pod nazwą „Grom”), sformowanego w październiku 1945 w Warszawie, po czym skierowanego do Sanoka pod komendę 8 Drezdeńskiej Dywizji Piechoty i następnie uczestniczącego w walkach z Ukraińską Powstańczą Armią (UPA) na liniach Sanok – Łupków (linia kolejowa nr 107) i wzgl. Sanok –Olszanica wzgl. Sanok – Ustjanowa(linia kolejowa nr 108). W stopniu kapitana został dowódcą utworzonego na początku 1947 dywizjonu pociągów pancernych Służby Ochrony Kolei (SOK), który stacjonował w Zagórzu na tamtejszej stacji kolejowej i także brał udział w walkach z UPA (działania zabezpieczające, wsparcie działań operacyjnych, obrona stacji kolejowych, rozminowywanie mostów). Jako komendant pociągu SOK działał przy ochronie linii kolejowej. W tym czasie miał dokonać zatrzymania na stacji kolejowej w Sanoku łącznika oddziałów podziemia antykomunistycznego, którego Józef Kuraś ps. „Ogień” rzekomo wysłał do Antoniego Żubryda ps. „Zuch”. 27 marca 1947 uczestniczył w odprawie oficerów dokonanej przez gen. Karola Świerczewskiego, który tego samego dnia poniósł śmierć w Bieszczadach. Funkcję dowódcy dywizjonu sprawował do 1948, pod jego komendą było ok. 3000 żołnierzy. W 1950 odszedł ze służby wojskowej w stopniu kapitana.c
Po odejściu z wojska przez około trzy lata był zatrudniony w kopalnictwie naftowym z siedzibą w Sanoku. W tym okresie pracował w Grabownicy, Krośnie, Krakowie i finalnie w Sanoku, gdzie pełnił stanowisko zastępcy dyrektora ds. wierceń poszukiwawczych. Później był pracownikiem Sanockiej Fabryki Wagonów „Sanowag” (późniejsza Sanocka Fabryka Autobusów „Autosan”), gdzie przez ok. 30 lat pracował jako kierownik służby transportu i spedycji wzgl. główny specjalista ds. transportu i spedycji, pełniąc także funkcję pełnomocnika dyrektora ds. transportu. W okresie tego zatrudnienia ukończył studium w zakresie ekonomiki i transportu.
Od 1952 był członkiem Związku Bojowników o Wolność i Demokrację, w 1957 został działaczem kombatanckim w sanockiej organizacji, był współzałożycielem i przewodniczącym koła zakładowego przy SFA „Autosan” (1962, 1963), pełnił funkcję prezesa zarządu miejsko-gminnego Koła ZBoWiD w Sanoku od 1984, ponownie wybrany 26 października 1988 oraz zasiadał w radzie naczelnej ZBoWiD. Wraz ze swoim bratem Bronisławem w latach 60. był inicjatorem i organizatorem prelekcji w Sanoku znanych osobistości (wśród nim byli Józef Sobiesiak, Jan Gerhard, Jerzy Łyżwa, Włodzimierz Sokorski). W październiku 1989 został członkiem Zarządu Wojewódzkiego ZBoWiD w Krośnie, zasiadł w prezydium ZW oraz został delegatem na Krajowy Zjazd ZBoWiD. Został członkiem powołanego 31 stycznia 1968 społecznego komitetu ORMO w Sanoku. W 1976 otrzymał zaświadczenie kombatanta. Pełnił funkcję przewodniczącego Klubu Oficerów Rezerwy w SFA „Autosan”, ponownie wybrany w 1985. Po przekształceniu ZBoWiD w 1990 pełnił funkcję prezesa Koła Miejsko-Gminnego Związku Kombatantów RP i Byłych Więźniów Politycznych Ziemi Sanockiej w Sanoku, które przyjęło do nazwy imię 2 Pułku Strzelców Podhalańskich, jednostki z okresu II Rzeczypospolitej (ponownie wybierany prezesem zarządu tego koła w październiku 2001 na czwartą z kolei kadencję, następnie w 2005) oraz był wiceprezesem Okręgu ZKRP i BWP. Był także działaczem Ligi Obrony Kraju. W lipcu 1975 zasiadł we władzach wojewódzkich Towarzystwa Przyjaźni Polsko-Radzieckiej w Krośnie.
Na emeryturze zajął się pracą kronikarską i upamiętniającą. Działał społecznie, w tym na rzecz upamiętnienia walk o niepodległość i uczestników wojen. Był inicjatorem powstania pomnika ofiar Zwangsarbeitslager Zaslaw w Zasławiu, pomnika upamiętniającego żołnierzy 6 Pomorskiej Dywizji Piechoty obok Szkoły Podstawowej nr 7, Pomnika Synom Ziemi Sanockiej Poległym i Pomordowanym za Polskę w Sanoku. Opublikował pięć wydawnictw książkowych w zakresie udziału przedstawicieli Sanoka i ziemi sanockiej w wojnach. Współpracował z miesięcznikiem „Polsce wierni” ZKRP i BWP. Udzielał się także na rzecz szkoły Gimnazjum nr 4 im. 6 Pomorskiej Dywizji Piechoty w Sanoku, noszącej patronat jednostki, w której służył. W tej działalności wygłaszał wykłady wspomnieniowe i na tematy żołnierskie. Był kolekcjonerem pamiątek historycznych. Publikował na łamach „Gazety Sanockiej – Autosan”. Był autorem publikacji o charakterze kombatanckim oraz podsumowań tematyki II wojny światowej. W latach 90. angażował się w polemikę na łamach prasy. W lutym 1999 brał udział w zjeździe powiatowym Socjaldemokracji Rzeczypospolitej Polskiej w Sanoku.
Pozostawał kapitanem rezerwy w stanie spoczynku w latach 80. i 90. W 2000 otrzymał nominację na stopień majora , przyznaną postanowieniem ministra obrony narodowej i pozostawał w tej randze w 2002. Później był przedstawiany w stopniu podpułkownika. Został członkiem zwyczajnym Stowarzyszenia Klub Kawalerów Orderu Wojennego Virtuti Militari. Od października 2005 grupa kombatantów zrzeszonych w Sanoku dążyła do wyjaśnienia sprawy kariery wojskowej Mariana Jarosza, przeprowadzenia jego lustracji i odebrania mu odznaczenia Krzyża Srebrnego Orderu Virtuti Militari (ich zdaniem awanse i order miałby otrzymać dzięki osobistym koneksjom). Powoływali się oni zarówno na dokumenty, jak też na relację płk. Antoniego Mroza, zarzucającego Jaroszowi kłamstwa i konfabulacje odnośnie do swego życiorysu. W obronie M. Jarosza stanął płk Adam Sikorski (członek zarządu koła ZKRP i BWP w Sanoku), przywołujący, że Order VM nadano Jaroszowi za „skuteczne i umiejętne wykonywanie zadań bojowych przez pociąg pancerny” dowodzony przez niego w okresie walk z UPA. Sam Jarosz w odpowiedzi prasowej przedstawił swój szlak bojowy i wskazał, że otrzymał order VM w 1970. W związku z powyższym wicedyrektor Departamentu Wojskowego Urzędu do Spraw Kombatantów i Osób Represjonowanych oświadczył, że Marian Jarosz był funkcjonariuszem UB, zaś Order Virtuti Militari, którym został odznaczony w 1970, miał być przyznany w wyniku złożenia wniosku, który w swojej treści obejmował nieprawdziwe dane i jednocześnie zadeklarował wystąpienie o cofnięcie awansu do stopnia podpułkownika i pozbawienie M. Jarosza Orderu Virtuti Militari. W Inwentarzu IPN podano, że w aktach Wojewódzkiego Urzędu Spraw Wewnętrznych w Rzeszowie za lata 1949-1958 Marian Jarosz figuruje jako rezydent wywiadu służb PRL, zarejestrowany pod pseudonimem „101”.
Marian Jarosz zmarł 29 sierpnia 2008, a jego pogrzeb odbył się 2 września 2008 w Sanoku. Jego żoną była Cecylia z domu Bryndza, podczas II wojny światowej żołnierz Armii Krajowej, ps. „Irena” (zm. 1993). Oboje zostali pochowani w grobowcu na Cmentarzu Centralnym w Sanoku. Mieli dwie córki: Danutę i Urszulę. Jego brat Bronisław (1924–1977) także był żołnierzem LWP w stopniu majora oraz lekarzem.

## Publikacje
- Katalog miejsc pamięci, walki i męczeństwa z terenu byłego powiatu sanockiego. Sanok: Zarząd Koła Miejsko-Gminnego Związku Kombatantów Rzeczypospolitej Polskiej i Byłych Więźniów Politycznych Ziemi Sanockiej, 1994. Brak numerów stron w książce[58][c][11]
- Księga poległych. Pomordowanych i zmarłych na polu chwały mieszkańców ziemi sanockiej 1939–1944–1948. Sanok: Zarząd Koła Miejsko-Gminnego Związku Kombatantów Rzeczypospolitej Polskiej i Byłych Więźniów Politycznych Ziemi Sanockiej / Edytor, 1998. ISBN 83-903522-0-6. Brak numerów stron w książce[59][3][11]
- Rodowód Sanockiej Organizacji Kombatanckiej i jej działalność w latach 1945–1997. Sanok: Zarząd Koła Miejsko-Gminnego Związku Kombatantów Rzeczypospolitej Polskiej i Byłych Więźniów Politycznych Ziemi Sanockiej, 1999. ISBN 83-903522-1-4. Brak numerów stron w książce[60][d][11][39]
- Działalność OUN–UPA w latach 1943–1947 w powiatach Sanok i Lesko, 2003, ISZN 83-89123-83-5, wyd. Oficyna Wydawnicza „Apla”[e]
- Wolność krzyżami mierzona. Pamięci sanoczan poległych w II wojnie światowej. Krosno: Apla, 2006. ISBN 83-7450-037-9. Brak numerów stron w książce[11]
- Walki z bandami UPA na ziemi sanockiej w latach 1943–1948[11]

W 2002 przygotowywał też publikację pt. Brzozowie w II wojnie światowej.

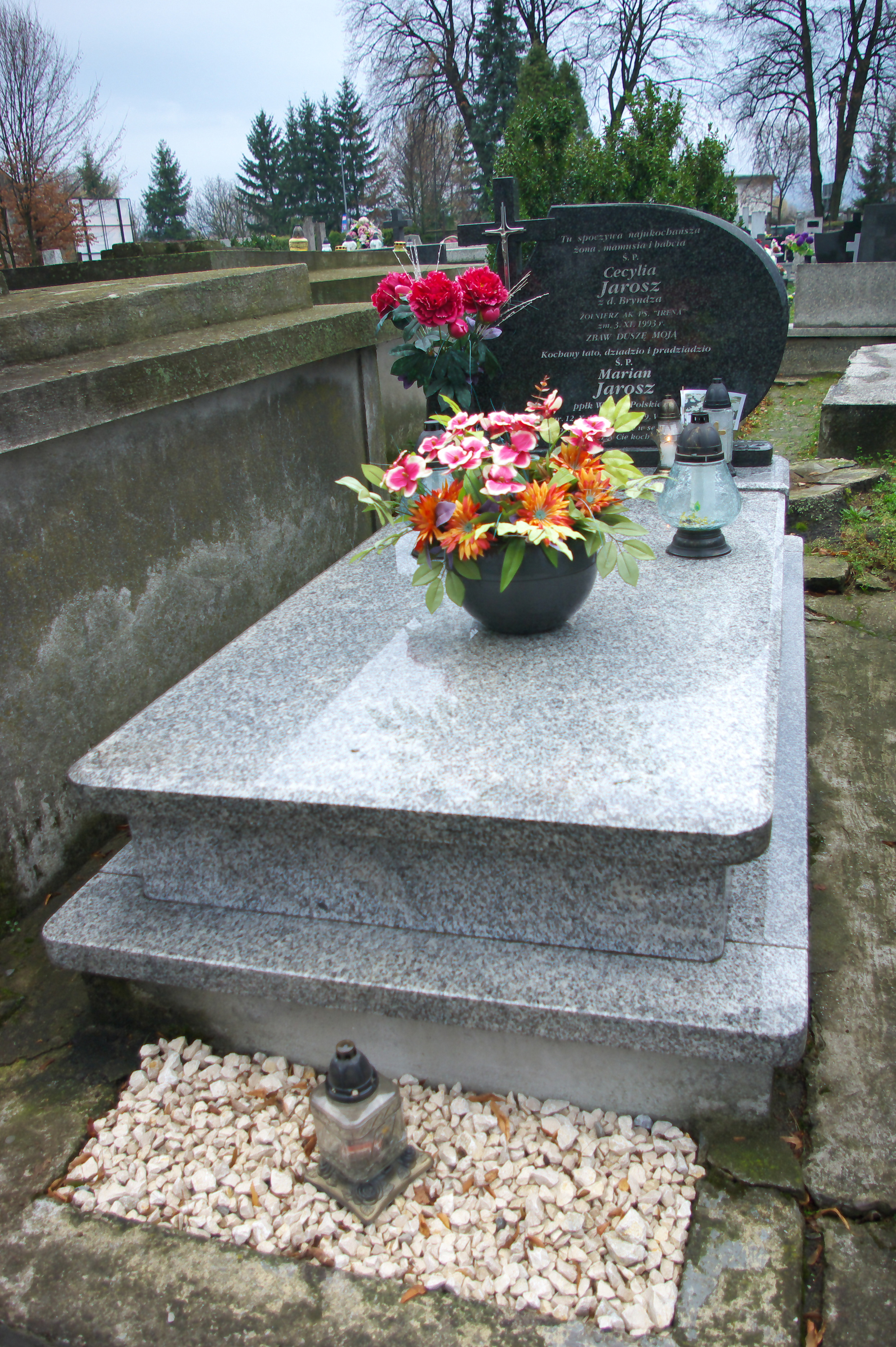
Nagrobek Cecylii i Mariana Jaroszów na Cmentarzu Centralnym w Sanoku

## Odznaczenia i wyróżnienia
Odznaczenia
- Krzyż Srebrny Orderu Virtuti Militari (6 października 1970)[2] [f][61][62][8][38], za skuteczne i umiejętne wykonywanie zadań bojowych przez pociąg pancerny)[11]
- Krzyż Komandorski Orderu Odrodzenia Polski (7 grudnia 2000, postanowieniem Prezydenta RP Aleksandra Kwaśniewskiego „za wybitne zasługi w działalności społecznej na rzecz środowisk kombatanckich”, udekorowany 14 grudnia 2000 w Pałacu Prezydenckim w Warszawie)[63][64][2] [g][8][38]
- Krzyż Oficerski Orderu Odrodzenia Polski (10 sierpnia 1998)[2]
- Krzyż Kawalerski Orderu Odrodzenia Polski (1971)[65][66][61]
- Krzyż Walecznych (1947)[h][67][68][8]
- Złoty Krzyż Zasługi (1964)[66]
- Srebrny Krzyż Zasługi (1955)[66]
- Brązowy Krzyż Zasługi (1953)[66]
- Medal Wojska[8]
- Krzyż Armii Krajowej[8]
- Srebrny Medal „Zasłużonym na Polu Chwały” (1946)[66]
- Brązowy Medal „Zasłużonym na Polu Chwały” (1945)[66]
- Medal 30-lecia Polski Ludowej (1974)[66]
- Medal za Warszawę 1939–1945 (1952)[66]
- Medal za Odrę, Nysę, Bałtyk (1946)[66]
- Medal Zwycięstwa i Wolności 1945 (1973)[66]
- Medal „Za udział w walkach o Berlin” (1950)[66]
- Medal 10-lecia Polski Ludowej (1955)[66]
- Brązowy Medal „Za zasługi dla obronności kraju” (1968)[66]
- Odznaka Grunwaldzka (1946)[67]
- Srebrna Odznaka „W Służbie Narodu” (1983)[69]
- Brązowa Odznaka „W Służbie Narodu” (1973)[66]
- Złoty Medal „Opiekun Miejsc Pamięci Narodowej” (1980)[66]
- Odznaka Honorowa Polskiego Czerwonego Krzyża III stopnia (1980)[66]
- Brązowy Medal „Za Zasługi dla Ligi Obrony Kraju” (1983)[70]
- Odznaka „Zasłużony Działacz LOK” (1983)[70]
- Medal Krajowej Rady Narodowej[1]
- Medal pamiątkowy Warszawskiego Okręgu Wojskowego (1983)[71]
- Odznaka uczestnika walk o Kołobrzeg[8]
- Odznaka „Zasłużony dla województwa rzeszowskiego” (1973)[66]
- Odznaka „Za zasługi dla województwa krośnieńskiego” I stopnia (1989)[35]
- Medal Pamiątkowy ZBoWiD (1989)[35]
- Odznaka „Zasłużony Działacz Klubu Oficerów Rezerwy” (1978)[66]
- Order Podwójnego Białego Krzyża III klasy (Słowacja)[2] [38]
- Medal „Za zwycięstwo nad Niemcami w Wielkiej Wojnie Ojczyźnianej 1941–1945” – ZSRR (1945)[66]
- Medal „Za wyzwolenie Warszawy” – ZSRR (1946)[66]
- inne odznaczenia polskie o zagraniczne[38] (radzieckie, rosyjskie, czeskie, słowackie)

Wyróżnienia i nagrody
- Dyplom „Zasłużony dla Polskiego Przemysłu Maszynowego” (1979)[72]
- Nagroda Miasta Sanoka w dziedzinie kultury i sztuki za rok 2001[73][3][54][74][75][76][39]
- Nagroda Zarządu Głównego ZKRP i BWP Warszawa[77]
- „Jubileuszowy Adres” (1984)[78]